# باسل سلطان
باسل سلطان (27 مايو 1982) لاعب كرة قدم بحريني يلعب حاليا لصالح نادي الدرجة الأولى البسيتين البحريني في مركز قلب الدفاع من 2000.

## الإنجازات
- الدرجة الأولى (1): 2013
- كأس الاتحاد البحريني (1): 2003